# アルトフォンテ
アルトフォンテ（イタリア語: Altofonte）は、イタリア共和国シチリア自治州パレルモ県にある、人口約1万人の基礎自治体（コムーネ）。

## 地理

### 位置・広がり
パレルモ県のコムーネ。県都パレルモから南西へ10kmの距離にある。

#### 隣接コムーネ
隣接するコムーネは以下の通り。
- ベルモンテ・メッツァーニョ
- モンレアーレ
- パレルモ
- ピアーナ・デッリ・アルバネージ
- サンタ・クリスティーナ・ジェーラ

## 人物

### 著名な出身者
- サルヴァトーレ・アンティボ - 陸上競技選手。